# Korets
Kórets (en ucraniano Ко́рець) es una ciudad de Ucrania, perteneciente al raión de Rivne de la óblast de Rivne. Está situada a orillas del río Korchyk, 64 kilómetros al este de Rivne.
En 2017, la ciudad tenía una población de 7245 habitantes. Desde 2020 es sede de un municipio con una población total de unos veinticinco mil habitantes, que incluye 33 pueblos como pedanías.

## Historia
Conocida desde 1150, Korets pertenecía a la familia aristocrática rutenia Korecki desde la división de la Volinia. Después de la muerte del último Korecki, la ciudad pasó a la familia Leszczynski, y posteriormente a la familia de Czartoryski.
El patrimonio histórico de Korets comprende los restos de su castillo medieval y del monasterio de la Resurrección, además de la iglesia de San Antonio (1533), reconstruida en 1706 y 1916) y la iglesia de la Trinidad (1620).
Hasta 2020 fue la capital del raión homónimo.

## Personajes famosos
- Yaroslav Evdokimov - cantante, barítono, artista emérito de Federación Rusa, artista nacional de Bielorrusia.[4]

## Población
| 1989  | 2001  | 2005  | 2011  |
| ----- | ----- | ----- | ----- |
| 9.437 | 8.649 | 8.173 | 7.428 |